# Municipio de Benjamín Hill
El Municipio de Benjamín Hill es uno de los 72 municipios que conforman al estado mexicano de Sonora. Se ubica en el noroeste del estado, en la región del desierto sonorense. Cuenta con 32 localidades activas dentro de su territorio, su cabecera municipal y localidad más habitada es el homónimo pueblo de Benjamín Hill, mientras que otras importantes son San Diego y Comunidad San Miguel. El municipio fue decretado como tal el 15 de abril de 1952, después de ser separado del de Santa Ana.
Según el Censo de Población y Vivienda realizado en 2020 por el Instituto Nacional de Estadística y Geografía (INEGI), el municipio tiene un total de 4,988 habitantes, y posee una superficie de 1408.55 kilómetros cuadrados. Su producto interno bruto per cápita es de USD 9,995 y su índice de desarrollo humano (IDH) es de 0.8514. Como a la mayoría de los municipios de Sonora, el nombre se le dio por su cabecera municipal.

## Historia como municipio
El primer asentamiento dentro del territorio municipal fue un rancho llamado San Fernando, en el año de 1939 se escogió a este lugar como uno de los puntos de parada del ferrocarril Sonora-Baja California y se construyó una estación. El lugar se comenzó a considerar una extensión de la Delegación de Policía del municipio de Santa Ana, y el 30 de junio de 1947 se le elevó a la categoría de Comisaría municipal bajo la ley n.º 49.
Después, el 15 de abril del año 1952, el Boletín Oficial del Estado publicaba la Ley n.º 32 que establecía la creación del nuevo municipio de Benjamín Hill, nombrado así en honor al militar sinaloense Benjamín Hill que gobernó el estado de Sonora provisionalmente en 1915, tanto el municipio como la cabecera municipal escogida fueron llamados así.

## Geografía
El municipio de Benjamín Hill se localiza en el noroeste del estado de Sonora, en el noroeste de México, en la región del Desierto de Sonora, entre los paralelos 29°52' y 30°26' de latitud norte y los meridianos 110° 54'y 111°26' de longitud oeste del meridiano de Greenwich, con elevación mínima de 500 metros sobre el nivel del mar y una máxima de 1,300. Su territorio ocupa un área de 1408.55 kilómetros cuadrados. Sus límites territoriales son al norte con el municipio de Santa Ana, al este y sur con el de Opodepe, al suroeste con el de Carbó y al oeste con el de Trincheras.

### Límites municipales
Tiene límites administrativos con los siguientes municipios según su ubicación:
| Noroeste: Trincheras | Norte: Santa Ana | Nordeste: Santa Ana |
| Oeste: Trincheras    |                  | Este: Opodepe       |
| Suroeste: Carbó      | Sur: Opodepe     | Sureste: Opodepe    |

### Orografía e hidrografía
Se ubica totalmente sobre la provincia fisiográfica de la Llanura Sonorense, en la subprovincia Sierras y Llanuras Sonorenses. Generalmente el territorio del municipio es de relieve plano comprendiendo un 80% de la zona el cual el suelo del centro, centro-norte y centro-sur tiende a elevarse cada vez más hacia el norte, que va de los 500 a los 800 metros sobre el nivel del mar (m s. n. m.) aproximadamente, el territorio montañoso ocupa un 20%, con pequeñas estribaciones de la Sierra Madre Occidental, que se encuentran en el noroeste, con dos elevaciones importantes, el Cerro Caracahui de 1100 m s. n. m. y el Cerro Los Puertos de 1000 m s. n. m., y otras zonas en el centro-oeste con el Cerro el Picacho de 900 m s. n. m. y al suroeste con una altitud máxima presentada de 1100 msnnm.
Pertenece a la región hidrológica Sonora Norte, y a la cuenca hidrológica del Río Concepción en su mayoría, por su extensión territorial existen corrientes de agua pequeñas como los arroyos El Álamo, el Aguaje, el Bori, el Carrizo, el Pinito, el Potrerillo, el Purgatorio, la Capa, la primavera, las Bebelamas, las Clementinas, las Trancas, los Otates, los Pocitos y los Tepeguajes, por las fluye agua sólo en temporadas de lluvias.

### Clima
En su mayoría el clima es Muy seco y semicálido, con una temperatura media mensual máxima de 31.6 °C en y una media mínima mensual de 13.8 °C, la temperatura media anual de 22.5 °C. El periodo de lluvias se presenta en verano en los meses de julio y agosto contándose con un rango de precipitación de 200 a 400 mm, con heladas ocasionales de noviembre a marzo.

### Flora y fauna
La vegetación del lugar está conformada principalmente matorral xerófilo, con abundante mezquite, existen otras áreas donde la vegetación es de matorral crasicuale, constituido principalmente por nopales, sahuaros, cardón, etcétera.
La fauna del municipio la forma una gran variedad de especies, dentro de las que destacan por su importancia:
- Anfibios: sapo y sapo toro;
- Reptiles: tortuga de río, tortuga del desierto, camaleón, cachora, víbora sorda, víbora de cascabel, víbora chirrionera, serpiente de coralillo;
- Mamíferos: venado cola blanca, puma, lince, coyote, jabalí, mapache, tejón, zorra gris, ardilla, zorrillo;
- Aves; tortolita, paloma, lechuza, búho cornudo, colibrí, urraca hermosa, cuervo cuello blanco, tordo ojos amarillos, aura, gavilán colirrojo, huilota, aguililla cola roja.

## Demografía
Según el Censo de Población y Vivienda realizado en 2020 por el Instituto Nacional de Estadística y Geografía (INEGI), el municipio tiene un total de 4,988 habitantes. ocupando el puesto 32° entre los más poblados del estado.

### Localidades
El municipio tiene un total de 32 localidades activas:
| Localidad            | Población |
| Total Municipio      | 4,988     |
| Benjamín Hill        | 4,837     |
| San Diego            | 59        |
| Comunidad San Miguel | 21        |

Otras localidades pequeñas son: La Noria, San Juan, La Peña Blanca, La Peñita, Los Conejos, El Dorado (Luis Alberto Mariscal), El Perú, El Sahuarito, Descuellado, entre otras .

## Gobierno
La sede del gobierno municipal se encuentra en su cabecera en el pueblo homónimo de Benjamín Hill, cuyo ayuntamiento está integrado por un presidente municipal, un síndico, 3 regidores de mayoría relativa y 2 de representación proporcional, elegidos para un periodo de tres años que puede ser reelecto para el siguiente periodo.

### Representación legislativa
Para la elección de diputados locales al Congreso del Estado de Sonora y de diputados federales a la Cámara de Diputados de México el municipio de Benjamín Hill se encuentra integrado en los siguientes distritos electorales:
- Local:
  - XVIII Distrito Electoral del Congreso del Estado de Sonora con cabecera en Santa Ana.[11]

- Federal:
  - I Distrito Electoral Federal de Sonora de la Cámara de Diputados de México, con cabecera en San Luis Río Colorado.[12]

### Cronología de presidentes municipales
- (1952 - 1955): Jesús Siqueiros
- (1955 - 1958): Abelardo Suárez Romero
- (1958 - 1961): Ramón Ángel Ramos
- (1961 - 1964): Roberto Solano Estrella
- (1964 - 1967): Oscar Corrales Bayless
- (1967 - 1970): Carlos Herrera Borrel
- (1970 - 1973): Edgardo Celaya Vázquez
- (1973 - 1976): Fernando Cubillas Escalante
- (1976 - 1979): Manuel Quiróz Navarro
- (1979 - 1982): Álvaro Suárez López
- (1982 - 1985): Martha Silvia Grijalva
- (1985 - 1988): Rafael Guerrero Díaz
- (1988 - 1991): Jaime Eduardo Astorga Ramos
- (1991 - 1994): Francisco Parra Ruíz
- (1994 - 1997): Enrique García Cárdenas
- (1997 - 2000): Mario de Gyves Robles
- (2000 - 2003): Miguel Ángel Clark Cabrera
- (2003 - 2006): Mario Alberto Rodríguez Pinales
- (2006 - 2009): Francisco Javier Salazar Cocoba
- (2009 - 2012): Carlos Humberto Gerardo Acosta
- (2012 - 2015): Jesús Cipriano Cota Soto
- (2015 - 2018): Jesús Alejandro Fierro Bracamontes
- (2018 - 2021): Francisco Javier Rodríguez Lucero
- (2021 - 2024): Yessica Yuridia Barraza Celaya